# تاریخ‌گذاری مطلق
تاریخ‌گذاری مطلق یا سن‌یابی مطلق روشی است که در آن قدمت تقریبی فسیل‌ها مشخص می‌شود و در باستانشناسی و زمین‌شناسی کاربرد دارد برخی دانشمندان و باستانشناسان از دیگر عبارت‌ها مانند تاریخ‌گذاری تقویمی (به انگلیسی: chronometric dating یا calendar dating) به جای این عبارت استفاده می‌کنند زیرا باور دارند واژه (مطلق) در این عبارت نشان دهنده دقت و اطمینان بی جایی است. تاریخ‌گذاری مطلق بر خلاف تاریخ‌گذاری نسبی که تنها رشته‌ای از اتفاقات رخ داده را برای فسیل معین می‌کند می‌تواند سال دقیق مربوط به فسیل را مشخص کند.
در باستانشناسی باستانشناسان با استفاده از تاریخ‌گذاری مطلق معمولاً با تجزیه و بررسی خواص فیزیکی و شیمیایی آثار باقی‌مانده ساخت دست انسان به قدمت آن‌ها پی می‌برند.

## روش‌های تاریخ‌گذاری رادیومتریک
تاریخ‌گذاری رادیومتریک روشی است که در آن با استفاده از نرخ یا سرعت شناخته شده و ثابت فروپاشی رادیو ایزوتوپ‌ها که ایزوتوپ‌هایی ناپایداری هستند به تاریخ‌گذاری اشیایی که این رادیو ایزوتوپ‌ها در ساختار آن‌ها به کار رفته‌اند پرداخته می‌شود.

### تاریخ‌گذاری رادیوکربن
تاریخ‌گذاری رادیوکربن یکی از روش‌های تاریخ‌گذاری رادیومتریک می‌باشد که جهت تخمین تاریخ مرگ موجوداتی که کربن مصرف می‌کنند (مانند گیاهان) کاربرد دارد. در این روش ایزوتوپ کربن-۱۴ که یکی از ایزوتوپهای رادیواکتیو کربن با نیمه‌عمر حدود ۵۷۳۰ سال می‌باشد مورد بررسی قرار می‌گیرد.
از محدودیت‌های این روش می‌توان به نیمه عمر محدود حد اکثر ۵۷۳۰ سال ایزوتوپ کربن اشاره کرد که اجازه تاریخ‌گذاری اشیایی با قدمت بیشتر را با استفاده از این روش نمی‌دهد.

### تاریخ‌گذاری پتاسیم و آرگون
در روش تاریخ‌گذاری پتاسیم و آرگون تاریخ‌گذاری اشیای تاریخی بر اساس بررسی نیمه عمر ۱٫۳ میلیارد ساله رادیو ایزوتوپ پتاسیم ۴۰ و سپس تبدیل آن به رادیو ایزوتوپ آرگون ۴۰ انجام می‌شود. در این روش نشان داده می‌شود که شی چه زمان برای آخرین بار حرارت داده شده بنابراین قدمت تقریبی شی تاریخی به دست می‌آید. از مشکلات این روش درصد خطای بالا ی آن و غیر دقیق بودن آن است.

## تاریخ‌گذاری ترمولومینسانس
در روش تاریخ‌گذاری ترمولومینسانس تاریخ‌گذاری اشیای تاریخی بر اساس حرارت دریافت شده توسط ان بررسی می‌شود. در این روش اشیا تا حدود ۵۰۰ درجه سلسیوس حرارت می‌بینند که منجر به آزاد شدن الکترون‌هایی می‌شود که در طول تاریخ در اثر دریافت امواج مختلف خصوصاً گرمایی در اشیای تاربخی به گیر افتاده بودند. آزاد شدن این الکترون‌ها منجر به آزاد شدن نور می‌شود که با بررسی میزان این نور می‌توان به تاریخ و قدمت این اشیا پی برد. از محدودیت‌های این روش این است که میزان امواج دریافت شده توسط اشیای تاریخ در طول تاریخ یکسان نبوده بنابراین این روش آنچنان دقیق نیست.

## تاریخ‌شماری درختی
تاریخ شماری درختی روشی برای دوران‌شناسی و مطالعه قدمت محیط از روی حلقه‌های شکل گرفته در چوب تنه درختان است. همچنین با استفاده از این روش می‌توان تغییرات آب و هوایی گذشته را که به وسیله حلقه‌های رشد سالیانه درختان ثبت می‌شوند را مطالعه کرد.

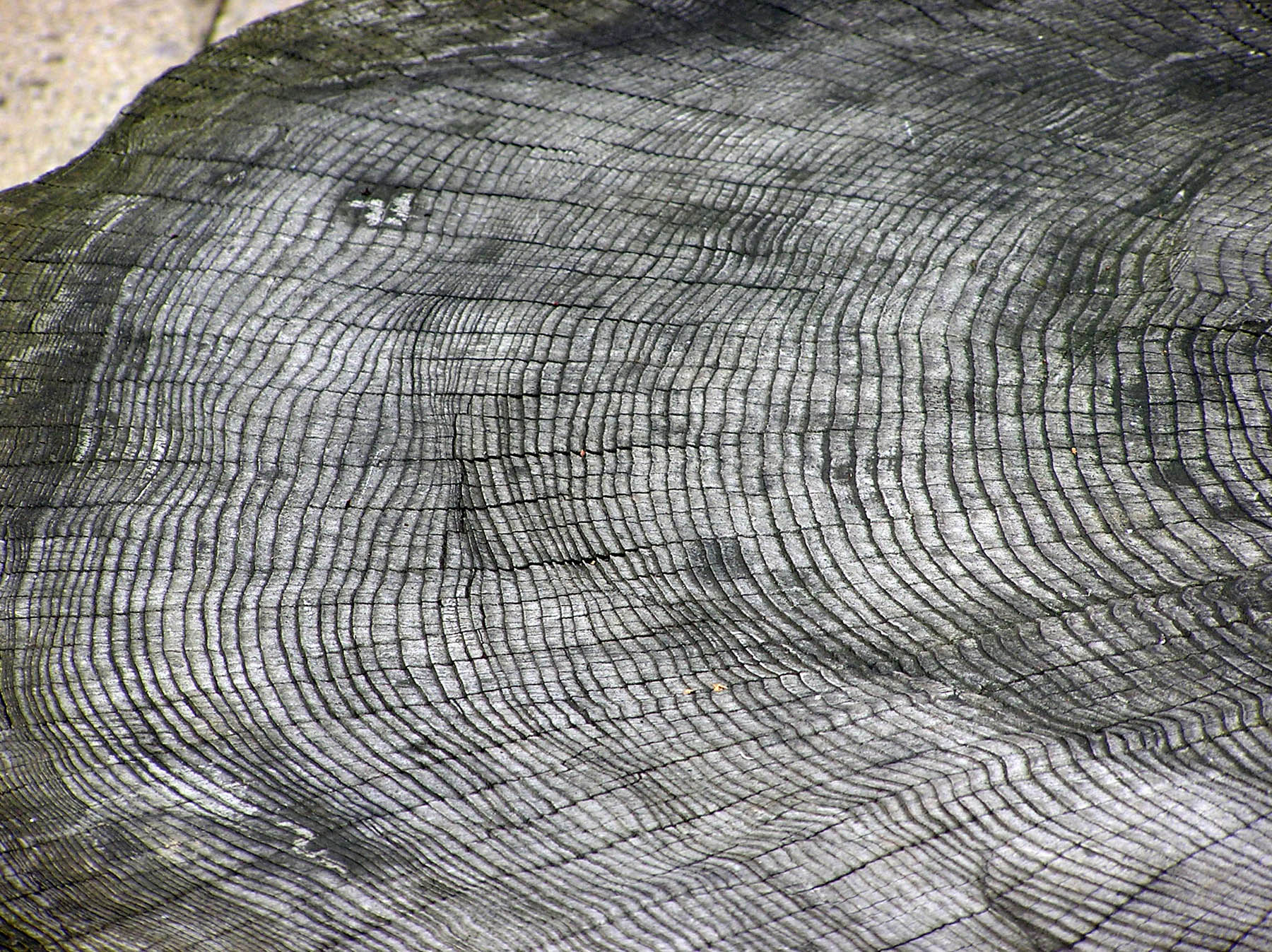
رشد حلقه‌ها در چوب تنه درخت در باغ وحش بریستول انگلستان، هر حلقه نشان دهندهٔ یک سال از عمر درخت است. حلقه‌های نزدیک مرکز پیرترین و دور از مرکز جوانترین‌ها هستند.

## تاریخ‌گذاری آمینو اسید
روشی است که در آن با مطالعهٔ دگرگونی‌های رخ داده در ساختار آمینو اسیدهای موجود در اشیای تاریخی از لحظه پدید آمدن اشیای تاریخی را تاریخ‌گذاری می‌کنند.